# Kalnište
Kalnište (allemand : Kalnischt ) est un village de Slovaquie situé dans la région de Prešov.

## Histoire
Première mention écrite du village en 1363.

## Démographie

### Évolution de la population
| Année:               | 1994. | 2004.   | 2014.   | 2024.   |
| -------------------- | ----- | ------- | ------- | ------- |
| Nombre de personnes: | 521   | 558     | 549     | 503     |
| Différence:          |       | +7,10 % | -1,61 % | -8,37 % |

| Année:               | 2023. | 2024.   |
| -------------------- | ----- | ------- |
| Nombre de personnes: | 513   | 503     |
| Différence:          |       | -1,94 % |